# Ciriades
Ciriades (en llatí Cyriades) va ser un dels trenta tirans, el primer de la llista que dona Trebel·li Pol·lió a la Història Augusta.
Diu que Ciriades havia robat al seu pare, ja molt vell, i havia fugit a Pèrsia, on va instigar al rei Sapor I a envair les províncies romanes. Amb l'ajut dels perses es va proclamar emperador (august) però va ser assassinat pels seus mateixos seguidors al cap de molt poc temps, perquè s'hauria significat per la seva crueltat. Podria ser que això hagués passat el 260, després de la captura de Valerià I pels perses, però Pol·lió diu expressament que Ciriades va morir l'any 258, quan Valerià començava a preparar la seva marxa a l'est, o al 259.